# Federación Nacional de Fútbol de Tayikistán
La Federación Nacional de Fútbol de Tayikistán (TNFF) es el organismo rector del fútbol en Tayikistán, con sede en Dusambé. Fue fundada en 1936 y desde 1994 es miembro de la FIFA y la AFC. Organiza el campeonato de Liga y de Copa de Tayikistán, así como los partidos de la selección nacional en sus distintas categorías.
La federación fue fundada en 1936 en la República Socialista Soviética de Tayikistán en lo que solía ser el Kanato de Kokand como una sub-federación perteneciente a la Federación de Fútbol de la Unión Soviética. No fue sino hasta 1994 cuando la federación fue aceptada por la comunidad internacional, incluyendo las asociaciones continentales y mundiales.